# Ucureña
Ucureña ist eine Ortschaft im Departamento Cochabamba im südamerikanischen Anden-Staat Bolivien.

## Lage im Nahraum
Ucureña liegt in der Provinz Germán Jordán im Municipio Cliza auf der 490 km² großen fruchtbaren Hochebene des Valle Alto und ist die fünftgrößte Stadt des Valle Alto. Die Ortschaft liegt auf einer Höhe von 2714 m zwischen dem drei Kilometer entfernten Cliza im Westen und dem 10 km entfernten Punata im Osten.

## Geographie
Ucureña liegt im Übergangsbereich zwischen der Anden-Gebirgskette der Cordillera Central und dem bolivianischen Tiefland.
Die mittlere Durchschnittstemperatur der Region liegt bei etwa 18 °C (siehe Klimadiagramm Cochabamba) und schwankt nur unwesentlich zwischen 14 °C im Juni/Juli und 20 °C im Oktober/November. Der Jahresniederschlag beträgt nur rund 450 mm, bei einer ausgeprägten Trockenzeit von Mai bis September mit Monatsniederschlägen unter 10 mm, und einer Feuchtezeit von Dezember bis Februar mit 90 bis 120 mm Monatsniederschlag.

## Verkehrsnetz
Ucureña liegt in einer Entfernung von 44 Straßenkilometern südöstlich von Cochabamba, der Hauptstadt des gleichnamigen Departamentos.
Von Cochabamba führt die asphaltierte Fernstraße Ruta 7 in südöstlicher Richtung 33 Kilometer bis Tolata, von dort eine unbefestigte Landstraße über acht Kilometer weiter nach Süden bis nach Cliza und dann weiter nach Ucureña. 

## Bevölkerung
Die Einwohnerzahl der Ortschaft ist in den vergangenen beiden Jahrzehnten um knapp ein Drittel angestiegen:
| Jahr | Einwohner | Quelle       |
| ---- | --------- | ------------ |
| 1992 | 2 180     | Volkszählung |
| 2001 | 2 306     | Volkszählung |
| 2012 | 2 746     | Volkszählung |
| 2024 |           | Volkszählung |